# 中島町 (廣島市)
中島町（なかじまちょう）是位在廣島縣廣島市中區中心部的町，以廣島和平紀念公園的所在地而廣為人知。

## 概要
曾經是繁華街的中島町，舊町名包括中島本町・材木町・天神町・元柳町・木挽町・中島新町，位在元安川和舊太田川分岐点，現在町域的大半（平和大通以北）是廣島和平紀念公園（和平公園），但是，在廣島原爆之前是廣島有名的繁華街之一。1965年4月的町名改正，上述6町和水主町之一部統合為現在的町名「中島町」。

## 主要設施

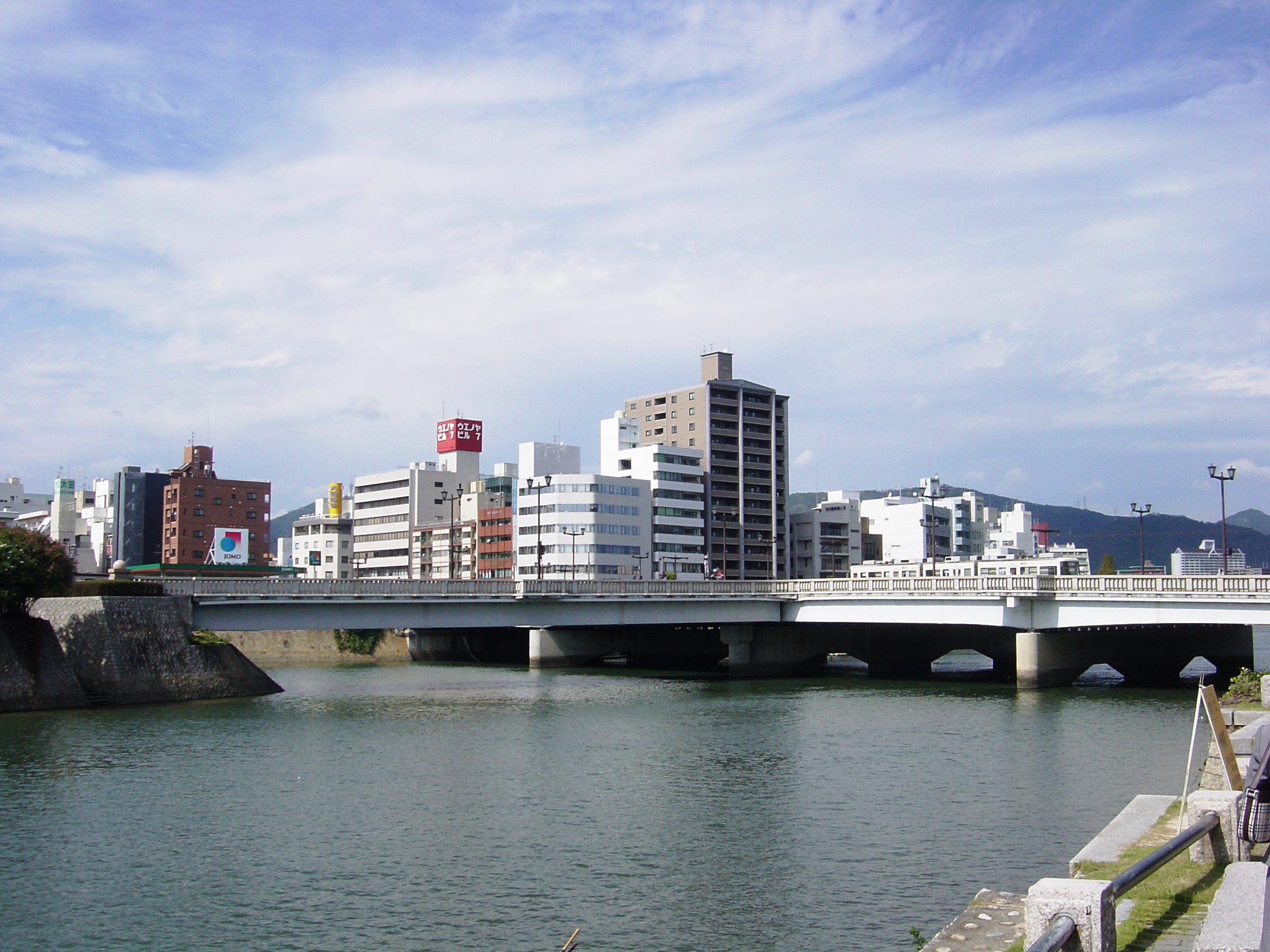
相生橋

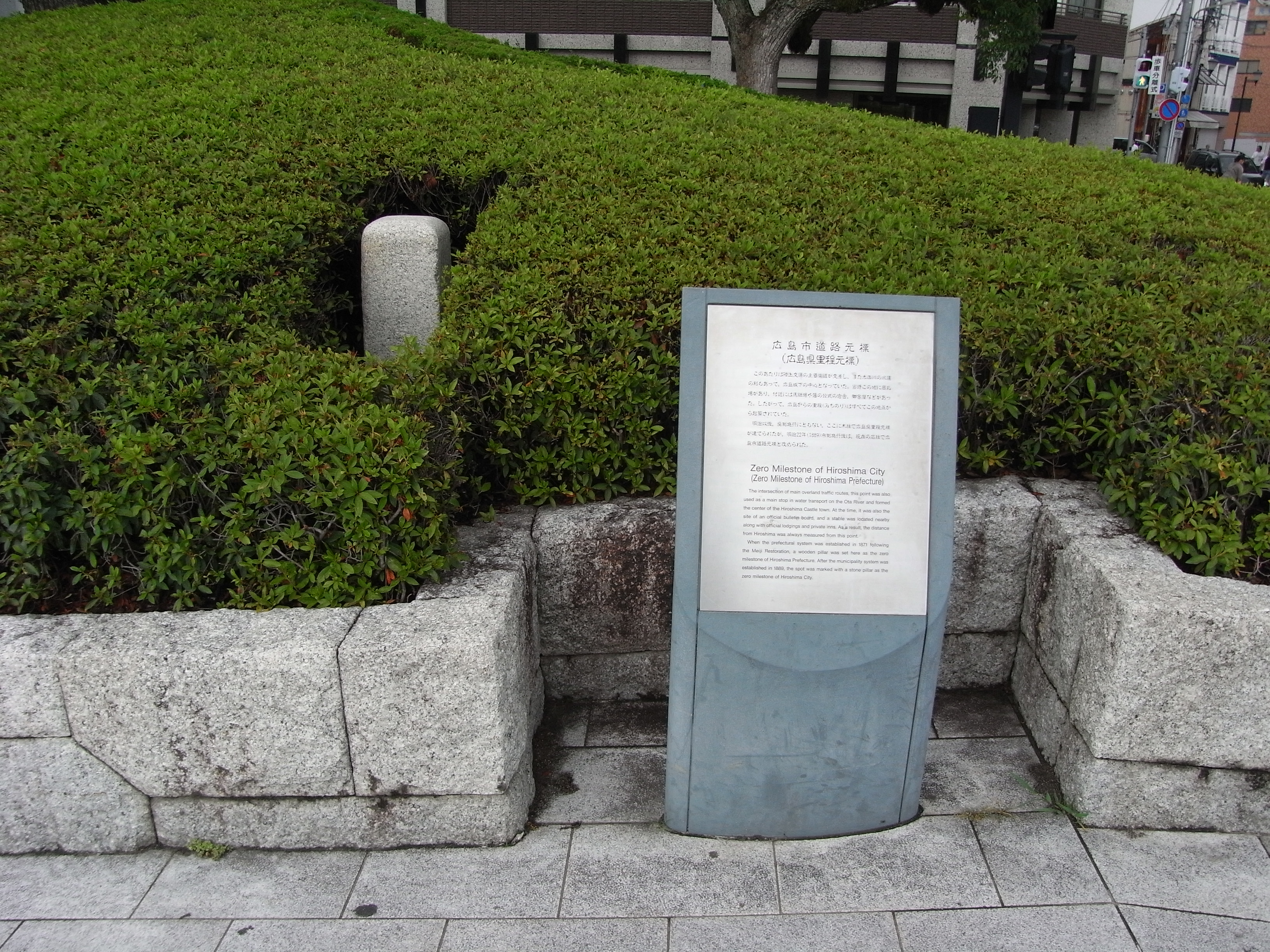
廣島市道路元標

### 和平公園内（平和大通以北）
- 廣島和平紀念公園
- 廣島和平紀念資料館
- 廣島國際會議場
- 國立廣島原爆死没者追悼和平祈念館
- 和平觀音像

### 和平公園外（平和大通以南）
- 廣島工業大學廣島校舍
- 淨圓寺
- 善福寺

### 道路・橋梁
- 平和大通
- 相生橋
- 元安橋
- 本川橋

## 關連項目
- 西國街道

## 外部連結
- 中国新聞「特集・ヒロシマの記録」